# Hajdúhadházi járás
A Hajdúhadházi járás Hajdú-Bihar vármegyéhez tartozó járás Magyarországon, amely 2013-ban jött létre. Székhelye Hajdúhadház. Területe 137,02 km², népessége 22 041 fő, népsűrűsége 161 fő/km² volt a 2012. évi adatok szerint. Két város (Hajdúhadház és Téglás) és egy község tartozik hozzá.
A Hajdúhadházi járás a 2013-ban újonnan létrehozott járások közé tartozik, a járások 1983-as megszüntetése előtt nem létezett. Hajdúhadház 2013 előtt soha nem töltött be járási székhely szerepet.

## Települései
| Település   | Rang (2013. július 15.) | Kistérség (2013. január 1.) | Népesség (2012. január 1.) | Terület (km²) | Településvezető              |
| ----------- | ----------------------- | --------------------------- | -------------------------- | ------------- | ---------------------------- |
| Hajdúhadház | járásszékhely város     | Hajdúhadházi                | 12 458                     | 87,8          | Csáfordi Dénes (Fidesz-KDNP) |
| Téglás      | város                   | Hajdúhadházi                | 6 637                      | 38,33         | Szabó Csaba (Fidesz-KDNP)    |
| Bocskaikert | község                  | Hajdúhadházi                | 2 946                      | 10,89         | Szőllős Sándor (Fidesz-KDNP) |